# Siddy Eisenschitz
Sidonie „Siddy“ Eisenschitz (* 1. Dezember 1858 als Sidonia Munk in Lipnik; † 12. Juli 1942 in Wien) war eine österreichische Biologin und Journalistin.

## Leben
Eisenschitz studierte in Wien und Bern Naturwissenschaften und promovierte 1895 in Bern zur Dr. phil.  Als Feuilletonistin schrieb sie für verschiedene Tageszeitungen (Wiener Tagblatt u. a.).

### Familie
Sidonie Eisenschitz war die Tochter des Industriellen Heinrich Munk (1824–1903) und Anna „Nani“ Spitzer (1833–1917). Am 30. März 1879 heiratete sie im Wiener Stadttempel den Rechtsanwalt Robert Eisenschitz (* 10. Juni 1848 in Teplitz; † 8. Dezember 1890), mit dem sie den 1881 geborenen Sohn Friedrich hatte. 1897 heiratete sie Jakob Pál, der ihren Sohn aus erster Ehe später adoptierte.

## Werke
- Rätsel. Eine moderne Liebesgeschichte in Versen. Konegen, Berlin / Wien 1887.
- Beiträge zur Morphologie der Sprosspilze. Wolf, Wien 1895. (Volltext)